# María de Lourdes Dieck-Assad

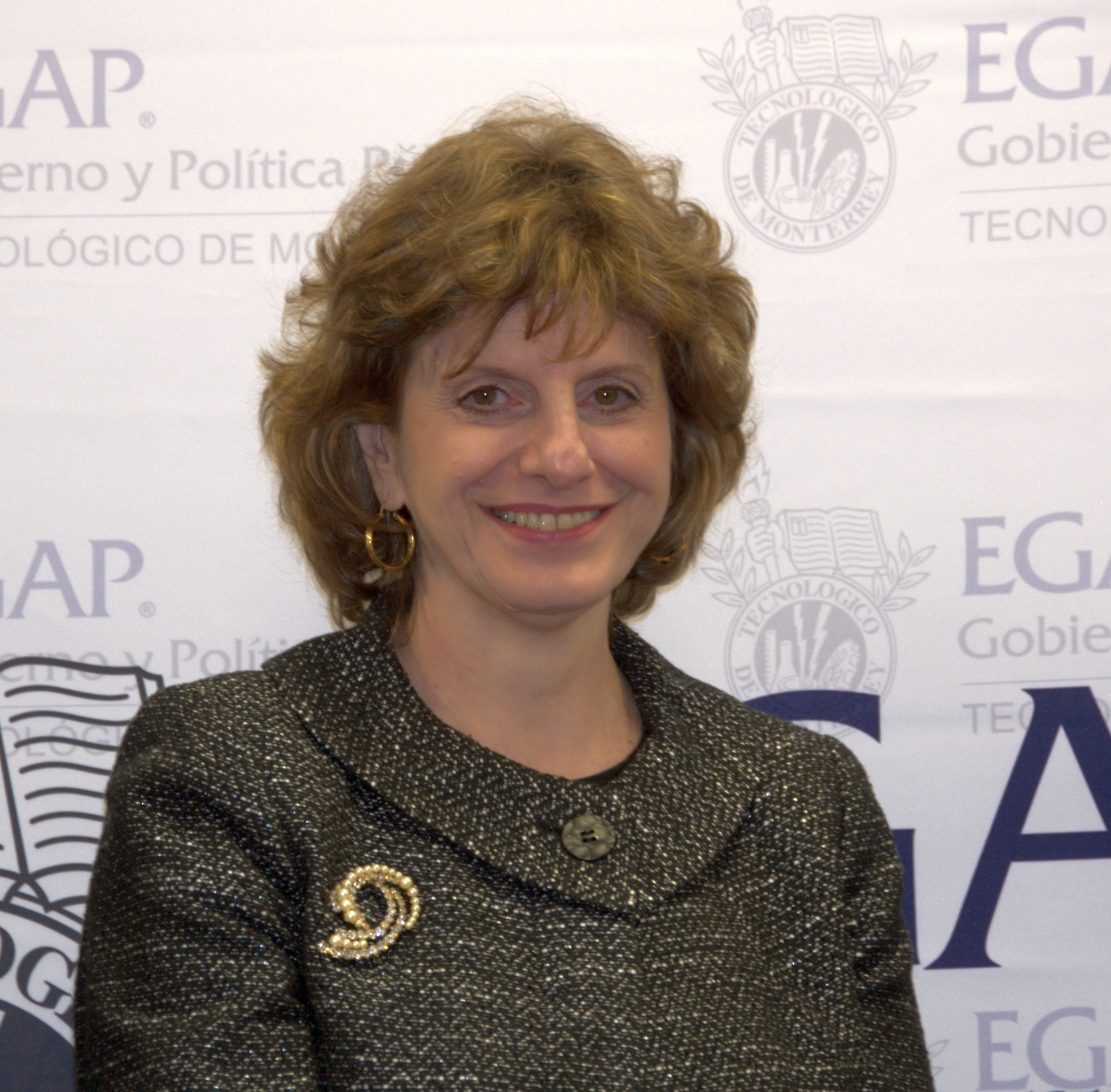
María de Lourdes Dieck-Assad (2012)

María de Lourdes Dieck-Assad (* 22. Mai 1954 in Monterrey) ist eine mexikanische Diplomatin und Hochschullehrerin. Die Wirtschaftswissenschaftlerin war von 2004 bis 2007 Botschafterin ihres Landes in Brüssel. Seit August 2017 ist sie Vizepräsidentin der University of Miami.

## Laufbahn
Dieck-Assad absolvierte 1975 ihren Bachelor in Wirtschaftswissenschaften am Instituto Tecnológico y de Estudios Superiores de Monterrey (ITESM), im folgenden Jahr erhielt sie den Master in Wirtschaftsentwicklung von der Vanderbilt University und wurde 1983 in Wirtschaftswissenschaften an der Universität von Texas (UT) in Austin promoviert.
Im akademischen Bereich war Dieck-Assad seit 1976 als Dozentin am ITESM tätig. Sie unterrichtete von 1977 bis 1978 an der Universidad Anáhuac México in Mexiko-Stadt. Als Gastwissenschaftlerin war sie 1983–1985 bei der Brookings Institution tätig. Von 1984 bis 1992 war Dieck-Assad Professorin für Wirtschaftswissenschaften und seit 1987 Lehrstuhlinhaberin an der Trinity Washington University in Washington D.C. In dieser Zeit war sie von 1985 bis 1987 Beraterin der Weltbank. Dieck-Assad wechselte 1992 als Professorin an das ITESM in Monterrey. Von 1995 bis 2002 war sie dort Direktorin des Doktorandenprogramms für Management (EGADE), während sie auch dem ITESM-Zentrum für strategische Studien angehörte. Im Jahr 2001 erhielt Dieck-Assad die Auszeichnung als beste Dozentin für Executive-Programme; 1993 und 2007 wurde sie in den akademischen Senat gewählt.
Im Jahr 2002 wechselte Dieck-Assad als Stabschefin in das Wirtschaftsministerium. Im folgenden Jahr wurde sie Chefberaterin des Außenministers und Unterstaatssekretärin für Wirtschaft und internationale Zusammenarbeit im Außenministerium.
Präsident Vicente Fox ernannte Dieck-Assad 2004 zur Botschafterin Mexikos in Belgien und Luxemburg. Bis 2007 war sie Chefin der mexikanischen Mission bei der Europäischen Union und ständige Vertreterin beim Europarat. Der belgische König zeichnete Dieck-Assad im März 2007 mit dem Großkreuz des Kronenordens aus.
Danach ging Dieck-Assad als Präsidentin der Graduiertenausbildung im Bereich Wirtschaft und Verwaltung an das ITESM zurück. Sie war Vorstandsmitglied verschiedener nationaler und internationaler Gremien und beriet internationale Organisationen. Dieck-Assad wurde 2014 Mitglied einer Task Force des Weltwirtschaftsforums für die Untersuchung der Wettbewerbsfähigkeit und Produktivität in Lateinamerika. Nach ihrer Emeritierung in Mexiko wurde sie im August 2017 Vizepräsidentin der University of Miami (UM).

## Privatleben
María de Lourdes Dieck-Assad ist mit dem Wirtschaftswissenschaftler Pedro Quintanilla Gómez-Noriega verheiratet und Mutter von drei Kindern.

## Schriften
- The effect of economic shocks under different monetary policy procedures and different economic structures. (Dissertation) University of Texas at Austin 1985.
- Als Lourdes Dieck mit José de Jesús Salazar: Aplicaciones a México. In: Paul A. Samuelson, William D. Nordhaus: Macroeconomía con aplicaciones a México. McGraw-Hill, 2001 & 2003.
- Als Lourdes Dieck mit José de Jesús Salazar, Paul A. Samuelson, William D. Nordhaus: Macroeconomía con aplicaciones a América Latina. McGraw-Hill, 2004 & 2006.
- Mit Ricardo Vargas Verduzco, Jacobo Ramírez Núñez: Una aproximación a los valores públicos incorporados en la estrategia institucional de tres universidades de la zona Metropolitana de Monterrey. ITESM/EGAP, Monterrey 2009.